# Nyikita Jurjevics Glazkov
Nyikita Jurjevics Glazkov (oroszul: Никита Юрьевич Глазков) (Moszkva, 1992. április 16. –) Európa-bajnok, olimpiai ezüstérmes orosz párbajtőrvívó.